# Susanna Majuri
Susanna Majuri (* 24. November 1978 in Helsinki, Finnland; † 5. März 2020) war eine finnische Fotografin, die der Helsinki-Schule zugerechnet wird. Bekannt wurde sie vor allem durch ihre Fotografien, in denen sie mit dem Element Wasser arbeitete.

## Leben
Majuri begann 1999 am Orivesi College mit einem Studium im Fach Kreatives Schreiben, wechselte jedoch im selben Jahr an das Voionmaa College zum Fach Fotografie. 2004 machte sie den Abschluss in diesem Fach mit dem Grad Bachelor of Arts an der Turku Arts Academy. Ihren Master of Arts (MA) erlangte sie 2007 im Fach Fotografie an der University of Art and Design Helsinki, die inzwischen ein Teil der Aalto-Universität in Helsinki ist.
Majuris Fotografien sind kurze Erzählungen und erinnern an Standfotos (film stills). In vielen Werken arbeitet sie mit dem Element Wasser, sei es als Farbe, zur Verbindung von Mensch und Natur oder um Dimensionen verschwimmen zu lassen. Unter anderem waten ihre Modelle am Ufer eines Flusses, bewegen sich durch Unterwasserwelten, tauchen darin oder treiben als Wasserleiche in einem Schwimmbad. Ihre Fotografien bilden sehr oft junge Frauen ab, deren Gesichter nicht sichtbar sind, und die einen verlorenen Eindruck machen.
Die Fotografin gestaltete mit ihren Werken auch Cover von Musikveröffentlichungen, darunter 2007 das Album Veden varaan der finnischen Gruppe PMMP.
2016 erschien im Kehrer Verlag ihr Bildband Sense of Water mit Texten von Monika Fagerholm, Tua Forsström, Vigdís Grímsdóttir und Majuri.

## Preise und Auszeichnungen
- 2005: Gras Savoye Award bei den Rencontres d’Arles.

## Ausstellungen
- 2007: Saved with Water. Galerie Adler, New York City, USA
  - 2008: Vom Wasser verweht. Galerie Adler, Frankfurt am Main
- 2009: Susanna Majuri. Korjaamo Gallery, Helsinki, Finnland
- 2010: Susanna Majuri. Museum of Photography, Helsinki, Finnland
- 2011: Susanne Majuri. Yamamoto Gendai, Tokio, Japan

Gemeinschaftsausstellungen
- 2012/2013: Im Schein des Unendlichen, Sinclair-Haus, Bad Homburg vor der Höhe[4]